# Al-Ahly Sporting Club (pallavolo maschile)
L'Al-Ahly Sporting Club è una società pallavolistica maschile egiziana con sede a Il Cairo, facente parte dell'omonima polisportiva.

## Palmarès

### Competizioni nazionali
- 33 campionati egiziani: 1966-67, 1967–68, 1975–76, 1976–77, 1978–79, 1979–80,1980–81, 1981–82, 1982–83, 1983–84, 1984–85, 1986–87, 1989-90, 1993–94, 1994–95, 1995–96, 1998–99 , 1999-00, 2001–02, 2002–03, 2003–04, 2005–06, 2006–07, 2008–09, 2009–10, 2010–11, 2012–13, 2013-14, 2017-18, 2018-19, 2019-20, 2020-21
- 21 Coppa d'Egitto :1976-77, 1981-82, 1986-87, 1987–88, 1989–90, 1995–96, 1998-99. 2001-02, 2002–03, 2003–04, 2004–05, 2005–06, 2006–07, 2007–08, 2009–10, 2010–11, 2012–13, 2013-14, 2017-18, 2018-19, 2019-20

### Competizioni internazionali
- 14 African Champions League: 1980, 1983, 1995, 1996, 1997, 2003, 2004, 2006, 2010[1], 2011, 2015, 2017[2],2018[3], 2019
- 6 African Confederation Cup: 1990, 1991, 1995, 1996, 1997, 2000
- 7 Coppe d'Arabia: 1987, 2001 , 2002 , 2005 , 2006, 2010, 2020

## Stagione in corso

### Rosa
| Rosa 2018/2019 | Rosa 2018/2019          | Rosa 2018/2019  | Rosa 2018/2019         | Rosa 2018/2019 | Rosa 2018/2019 |
| N°             | Nome                    | Data di nascita | Ruolo                  | Altezza        | Peso           |
| -------------- | ----------------------- | --------------- | ---------------------- | -------------- | -------------- |
| 4              | Ahmed Salah             | 19/08/1984      | Schiacciatore-opposto  | 197 Cm         | 87 kg          |
| 15             | Ahmed Kotb              | 23/07/1991      | Schiacciatore-opposto  | 202 Cm         | 86 kg          |
| 12             | Hossam Youssef          | 16/02/1988      | Palleggiatore          | 203 Cm         | 97 kg          |
| 2              | Abdallah Abdalsalam (C) | 10/10/1983      | Palleggiatore          | 198 Cm         | 85 kg          |
| 3              | Abd Elhalim Ebo         | 03/06/1989      | Centrale               | 211 Cm         | 88 kg          |
| 5              | Abdelrahman Seoudy      | 21/08/1997      | Centrale               | 206 cm         | 100 kg         |
| 1              | Abd latif Osamn (V)     | 13/08/1983      | Centrale               | 202 Cm         | 90 kg          |
| 10             | Mohamed Adel            | 01/05/1994      | Centrale               | 211 Cm         | 105 kg         |
| 13             | Mohamed Abdelmonaem     | 11/01/1986      | Schiacciatore-laterale | 195 Cm         | 91 kg          |
| 9              | Sergey Burtsev          | 23/02/1989      | Schiacciatore-laterale | 198 Cm         | 83 kg          |
| 11             | Ahmed Abdelaal          | 01/03/1989      | Schiacciatore-laterale | 185 Cm         | 85 kg          |
| 18             | Ahmed Shafiq Saeed      | 7/12/1994       | Schiacciatore-laterale | 190 Cm         | 79 kg          |
| 19             | Youssef El safi         | 27/08/2000      | Schiacciatore-laterale | 195 Cm         | 72 kg          |
| 7              | Mahmoud Raouf           | 12/05/1985      | Schiacciatore-laterale | 196 Cm         | 90 kg          |
| 6              | Sherif ahmed            | 24/04/1994      | Libero                 | 185Cm          | 77 kg          |
| 14             | Mohamed Moawad          | 26/08/1987      | Libero                 | 194 Cm         | 90 kg          |
| 17             | Mohamed Ramadan         | 01/07/1995      | Libero                 | 185 Cm         | 76 kg          |